# Корпус химико-технологического факультета
Ко́рпус хи́мико-технологи́ческого факульте́та  — здание в Кировском районе Екатеринбурга по адресу улица Мира, 28. Построено в начале 1930-х годов в стиле конструктивизма с элементами неоклассики по проекту Георгия Яковлевича Вольфензона, А. П. Уткина и Константина Трофимовича Бабыкина. Здание является действующим учебным корпусом № 3 Уральского государственного технического университета (с 2009 года Уральский федеральный университет) и памятником градостроительства и архитектуры (объект культурного наследия России регионального значения).

## История

К. Т. Бабыкин

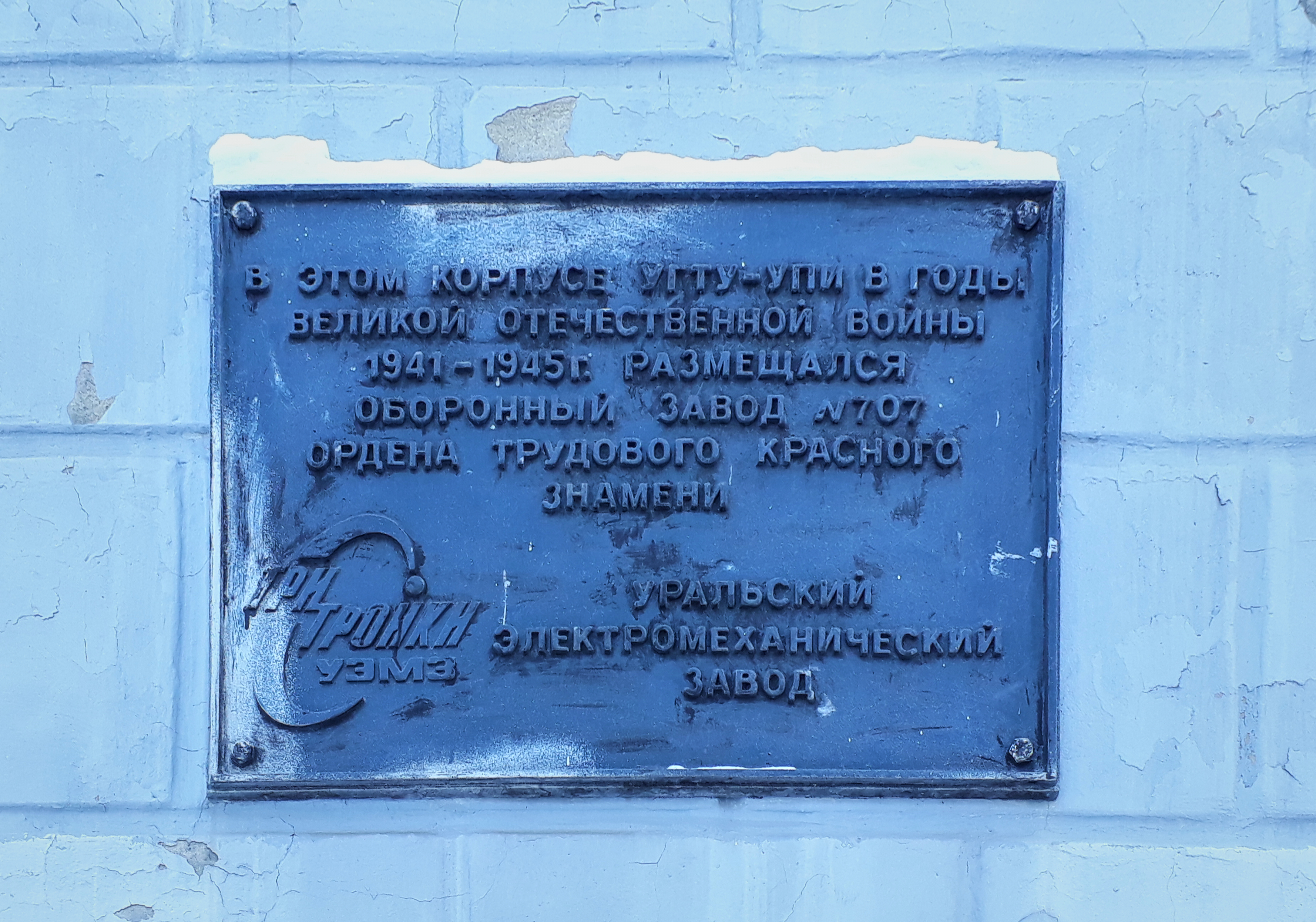
Памятная табличка на здании

В связи с созданием и развитием строительства корпусов для новых учебных заведений в СССР во второй половине 1920-х годов был проведён ряд всесоюзных конкурсов, где рассматривались проекты комплексов. В число обсуждавшихся проектов в 1927 году попал и будущий Уральский политехнический институт в Свердловске. Под эгидой Уралгипромеза работали несколько проектных групп, отвечавших за разные здания. Первоначальным проектом корпуса химико-металлургического факультета занимались Владимир Алексеевич Сигов и Сергей Ефимович Захаров. В конкурсе проектов главного учебного конкурса победил вариант Сергея Егоровича Чернышёва, а группе в составе Константина Трофимовича Бабыкина, Александра Борисовича Горшкова и А. В. Каца было поручено на основе проекта Чернышёва выполнить генплан и окончательный проект всего комплекса учебных корпусов, а также будущего Втузгородка.
В дальнейшем с учётом создания объединённого института первоначальный проект был переработан группой в составе московских архитекторов Георгия Яковлевича Вольфензона и А. П. Уткина под руководством Бабыкина. При этом конструктивистский стиль, утративший к тому времени популярность в стране, было решено обогатить неоклассическими элементами. В этом процессе из всех зданий наименее изменился проект корпуса химико-металлургического факультета. Строительные работы велись бригадами студентов, которыми руководил инженер Б. И. Труба, проектированием интерьеров здания занимался архитектор Гуго Вильгельмович Шауфлер. Здание строилось шестью очередями и окончательно было сдано в эксплуатацию в 1936 году.
В годы Великой Отечественной войны в корпусе располагался филиал Ленинградского электромеханического завода, получивший впоследствии номер 707 и производивший телеграфные аппараты СТ-35, шифровальную аппаратуру и детали к снарядам для «Катюш». Заводские помещения освободили для института уже в середине 1950-х годов.
9 мая 1961 года перед входом в корпус открыли памятник студентам, преподавателям и сотрудникам УПИ, участвовавшим в Великой Отечественной войне. Композиция, выполненная по скульптора Владимира Михайловича Друзина с участием архитектора Геннадия Ивановича Белянкина изображает офицера, солдата и медсестру. Надпись на пьедестале гласит «Память о героях Великой Отечественной войны 1941—1954 гг. не сотрут века. От комсомольцев Уральского политехнического института».
28 декабря 2001 года постановлением Правительства Свердловской области «О постановке на государственную охрану вновь выявленных памятников истории и культуры» № 859-ПП здание приобрело статус объекта культурного наследия России регионального значения в качестве памятника градостроительства и архитектуры.

## Архитектура
Здание является фланкирующей частью комплекса учебных корпусов Уральского государственного технического университета на площади Кирова. Западный фасад и вход (ныне недействующий) в здание со стороны улицы Гагарина акцентирован четырёхколонным ионическим портиком, опирающимся на цоколь в виде аркады. Фронтон декорирован лепным изображением герба в тимпане. В XX веке нишу западного фасада украшала статуя Сергея Мироновича Кирова. Северный вход (ныне главный вход в здание) со стороны площади Кирова, открытый в 1968 году, также решён в формах конструктивизма.
Внутренняя планировка здания выполнена в коридорном типе. Учебные и административные помещения расположены по обеим сторонам выступающих объёмов и по северной стороне соединительного объёма. В северном торце центрального объёма в уровне 3-го и 4-го этаже расположен двухуровневый зрительный зал. Главный вестибюль с кессонными потолками разделён на две разновысотные части и имеет два ряда четырёхгранных столбов, освещается с южной дворовой стороны двумя рядами окон. Примыкающие к вестибюлю лестничные клетки отделены от него арочными проёмами.

## Галерея

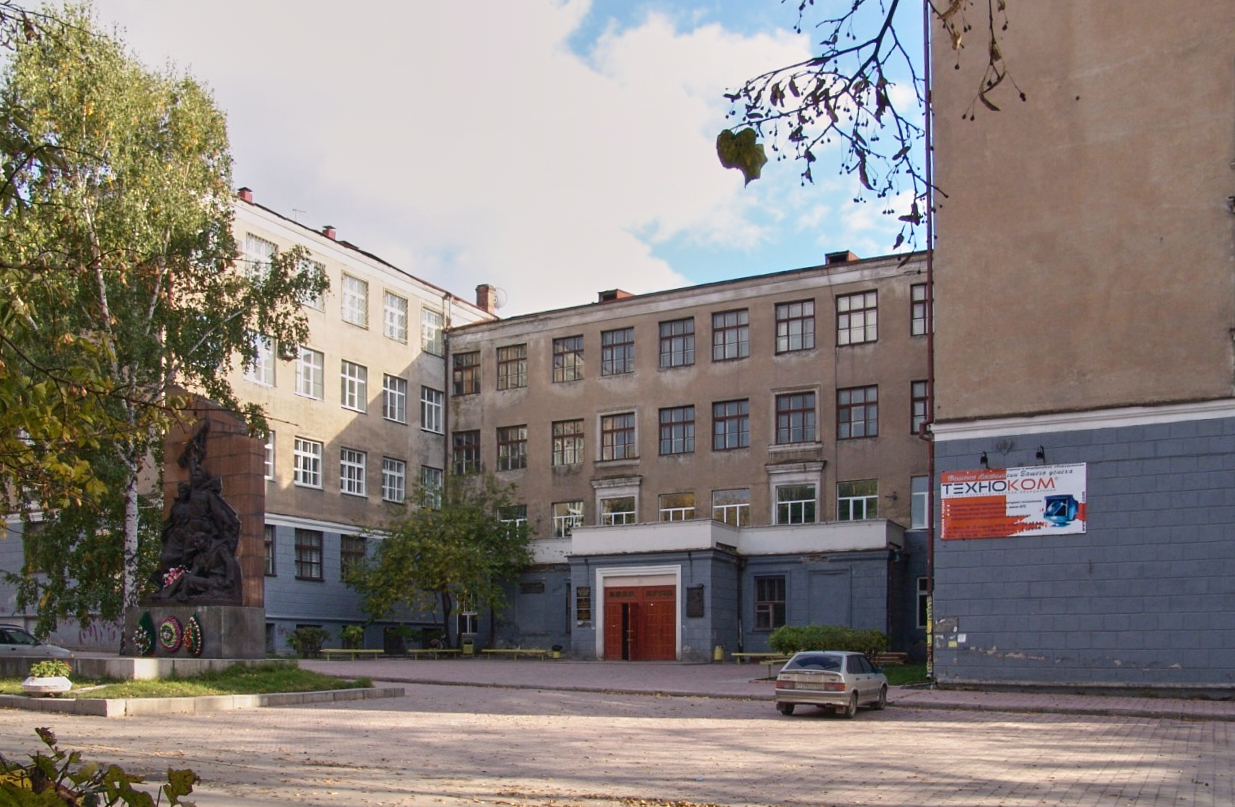
Здание в 2011 году
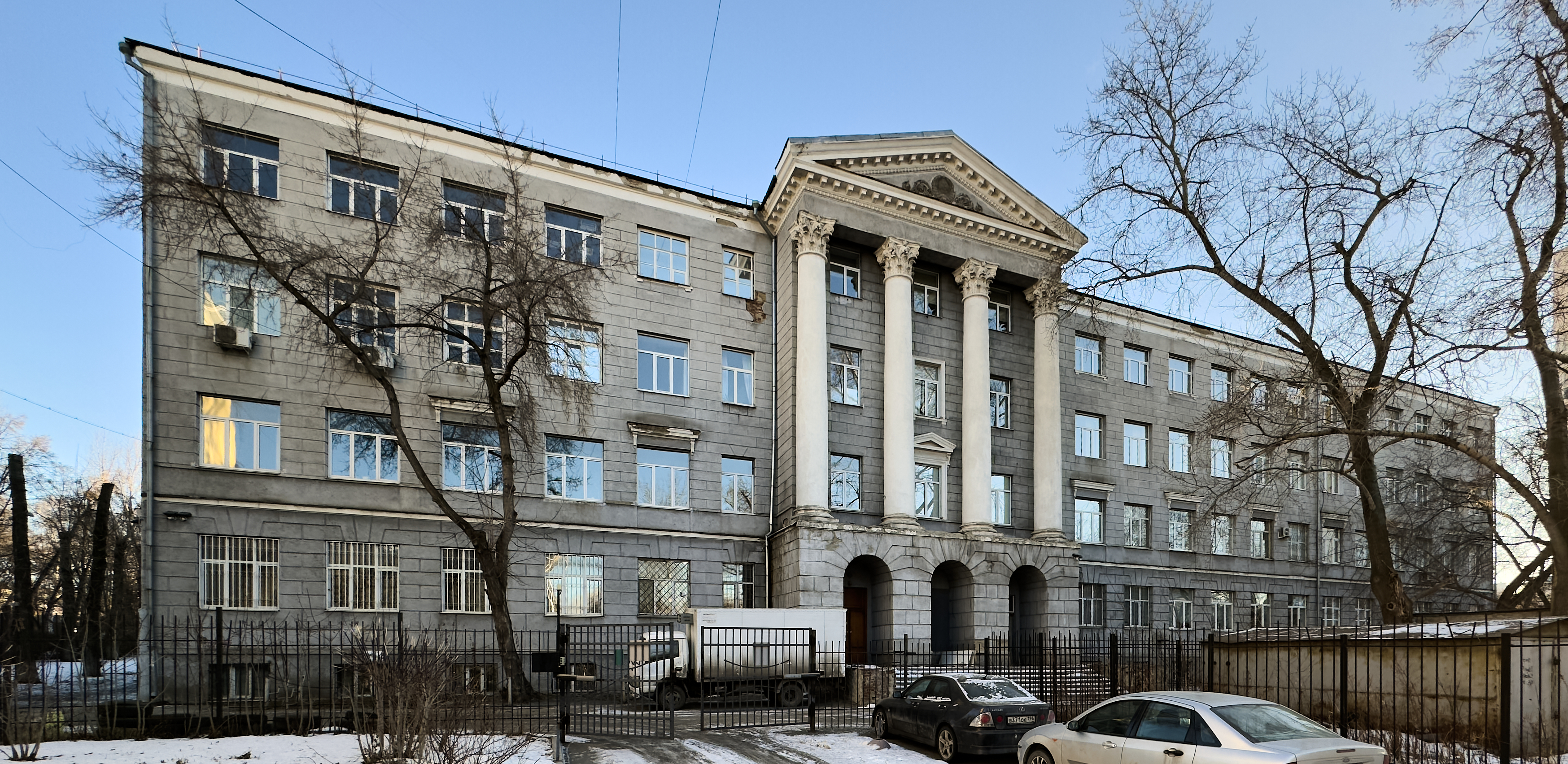
Южный фасад с портиком
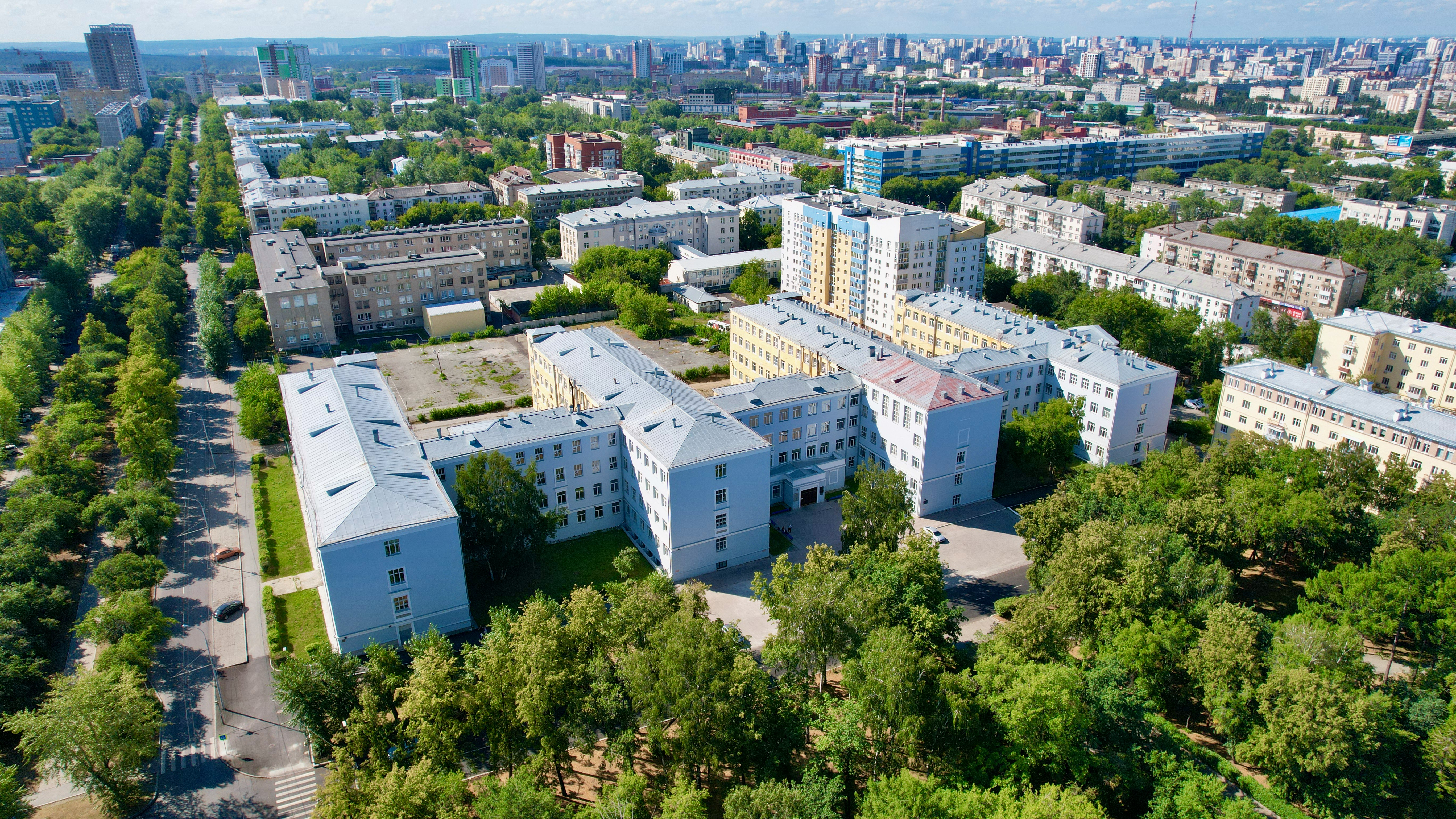
Вид с высоты со стороны площади Кирова
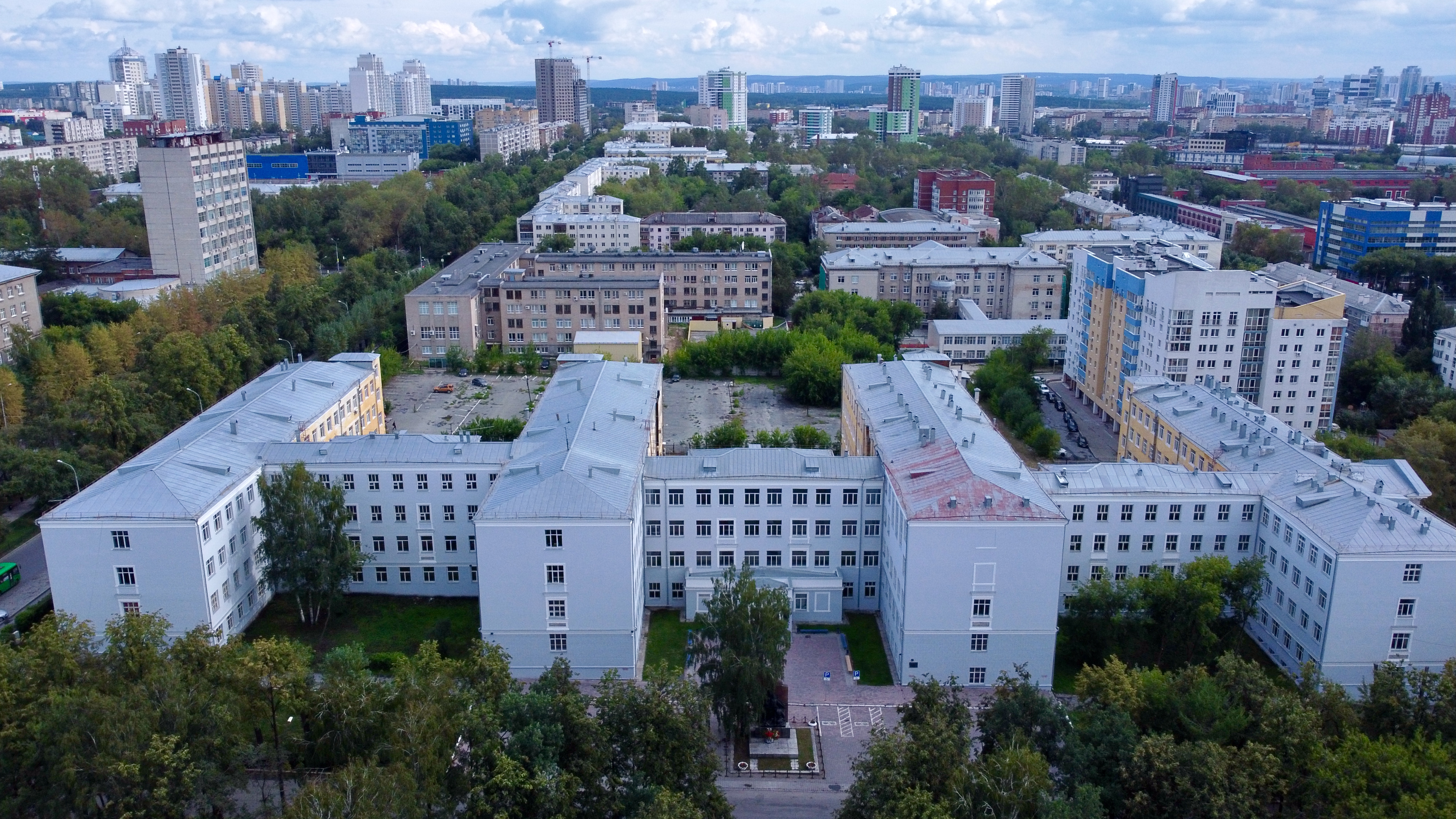
Вид с высоты со стороны площади Кирова
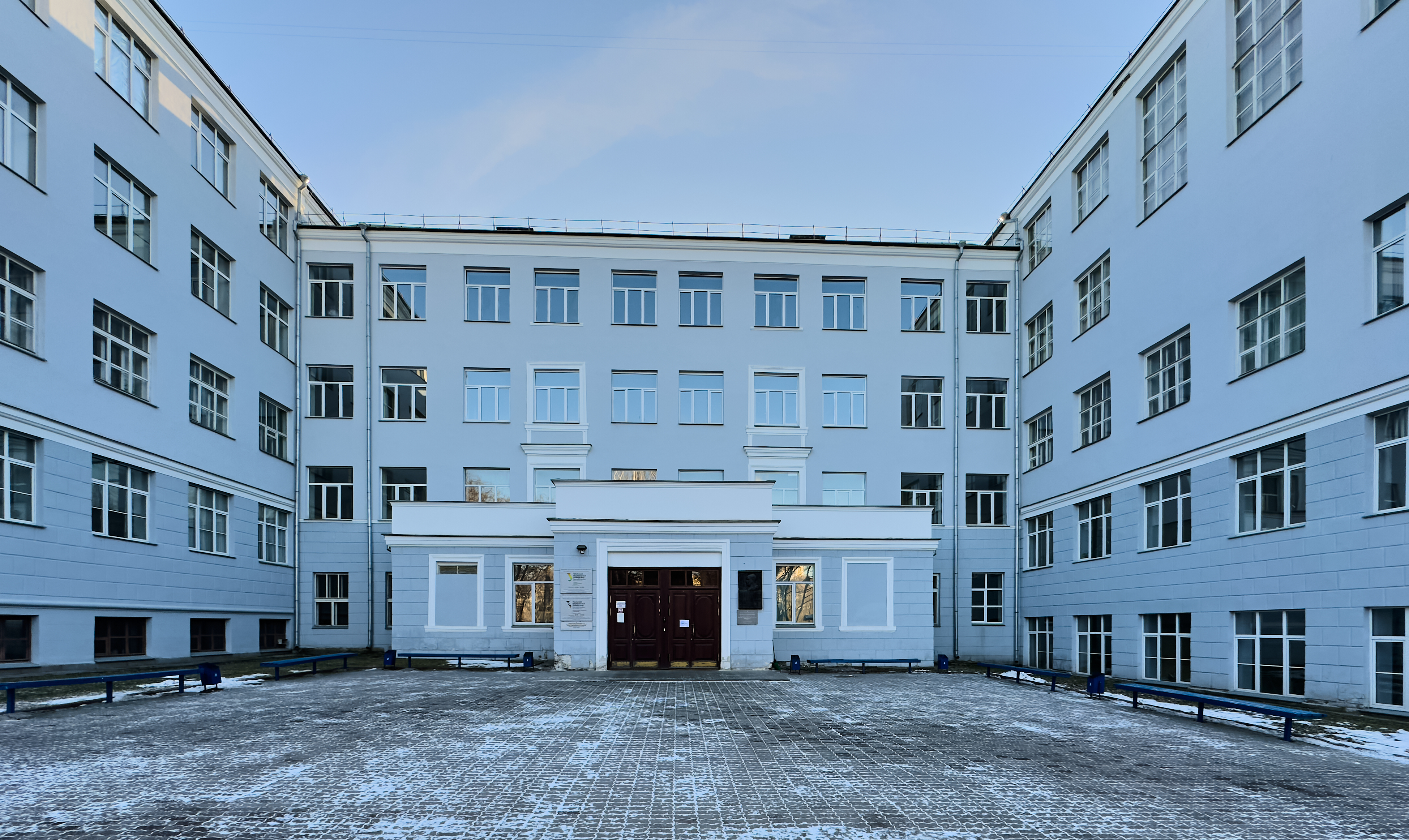
Главный вход
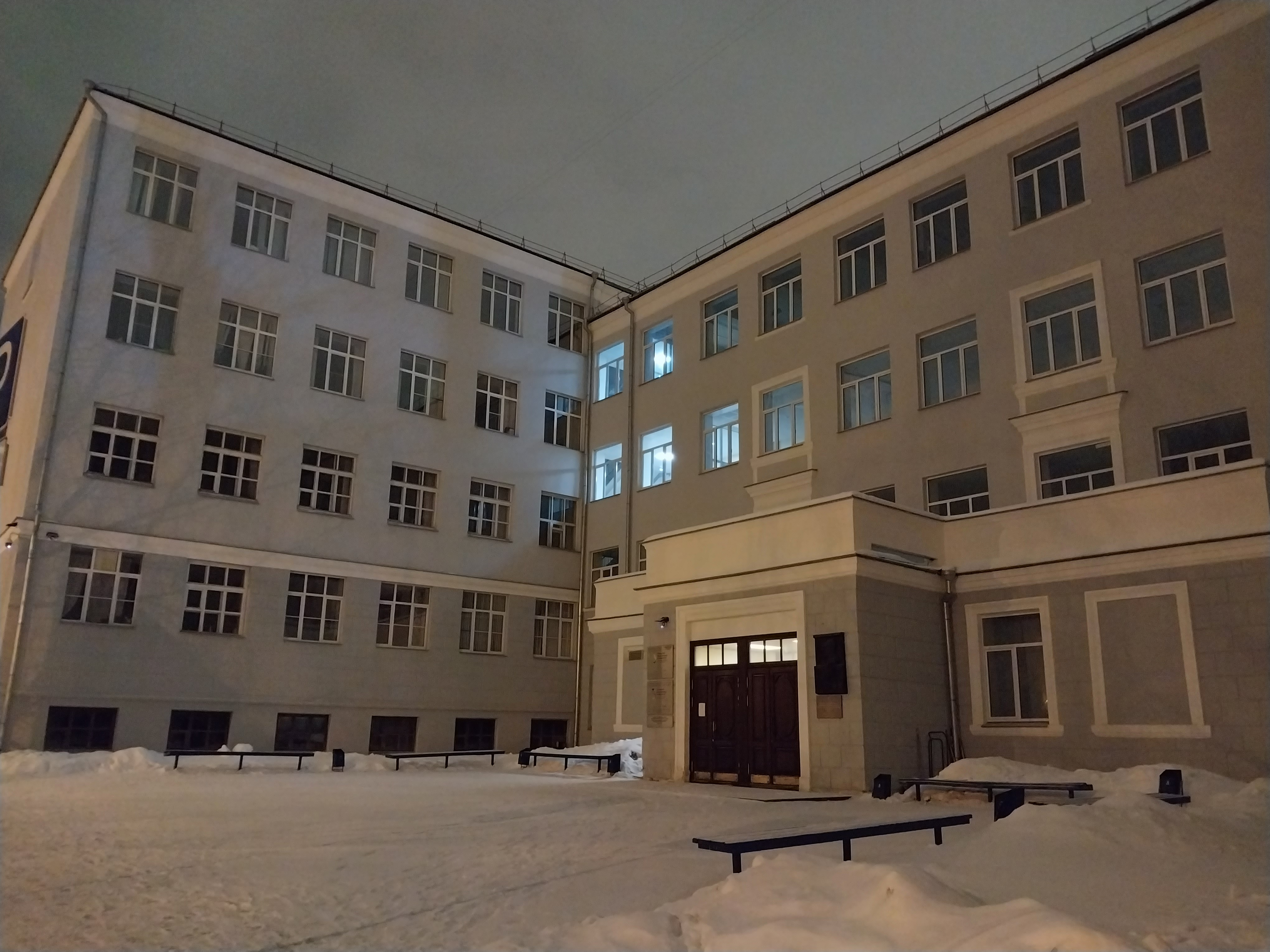
Вечерний вид
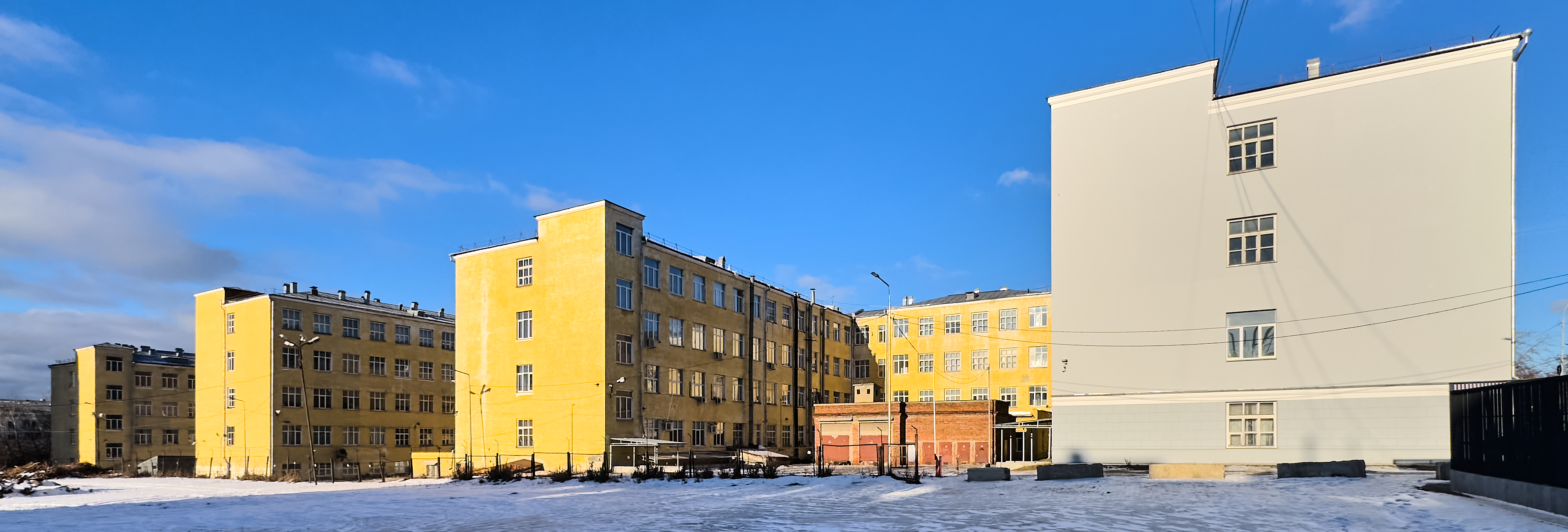
Вид с юга
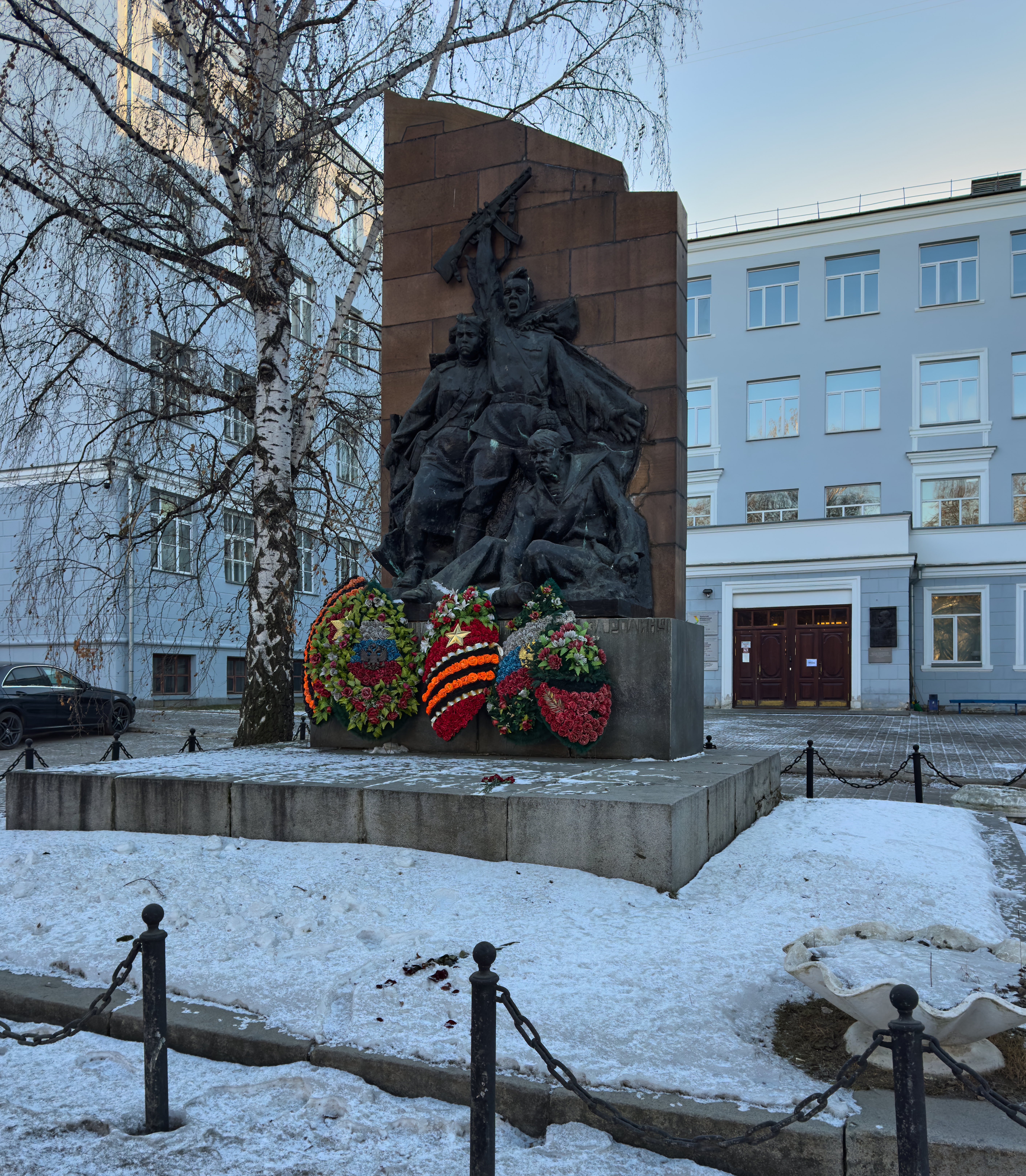
Памятник студентам и преподавателям, погибшим в годы Великой Отечественной войны
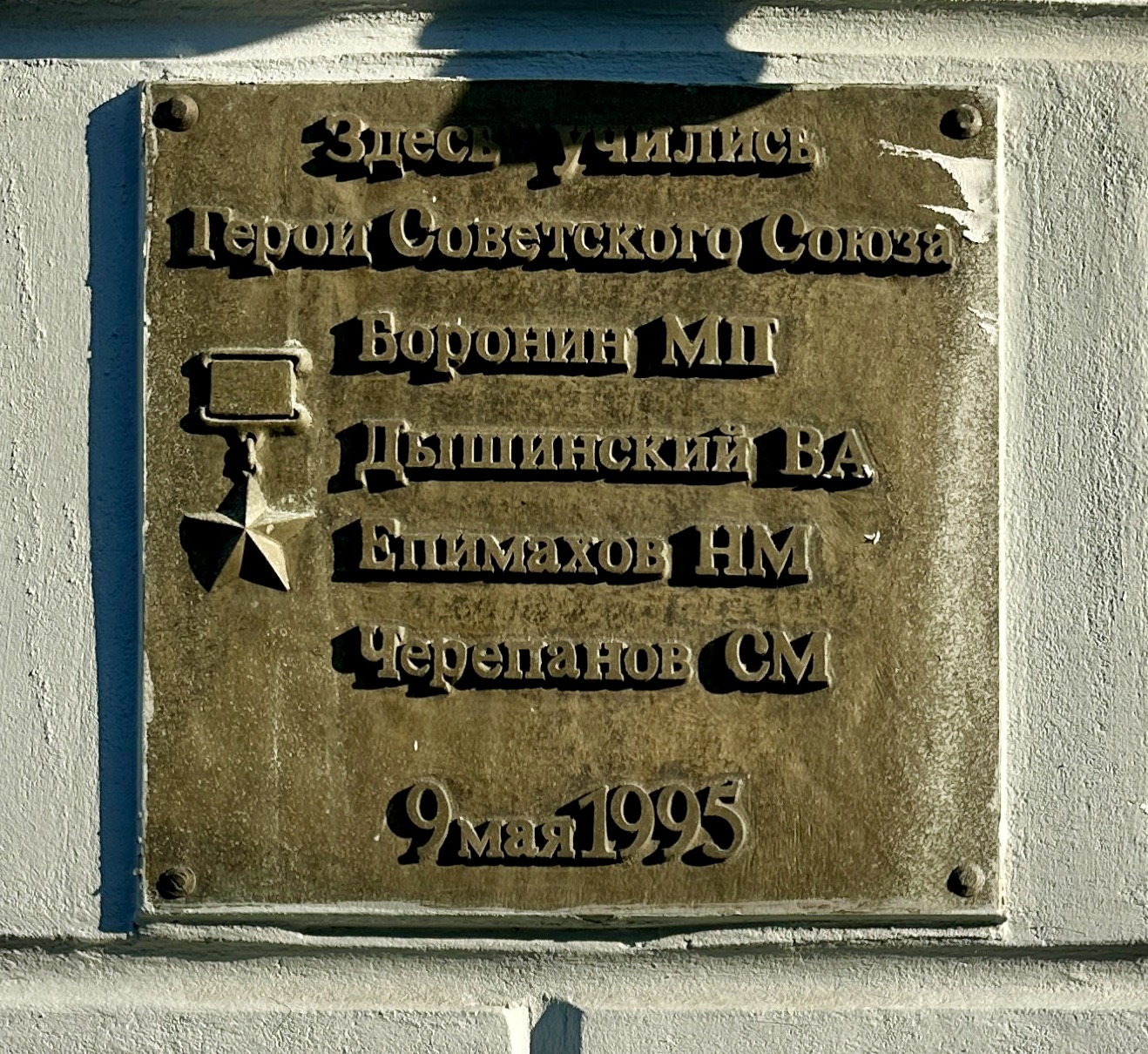
Памятная табличка
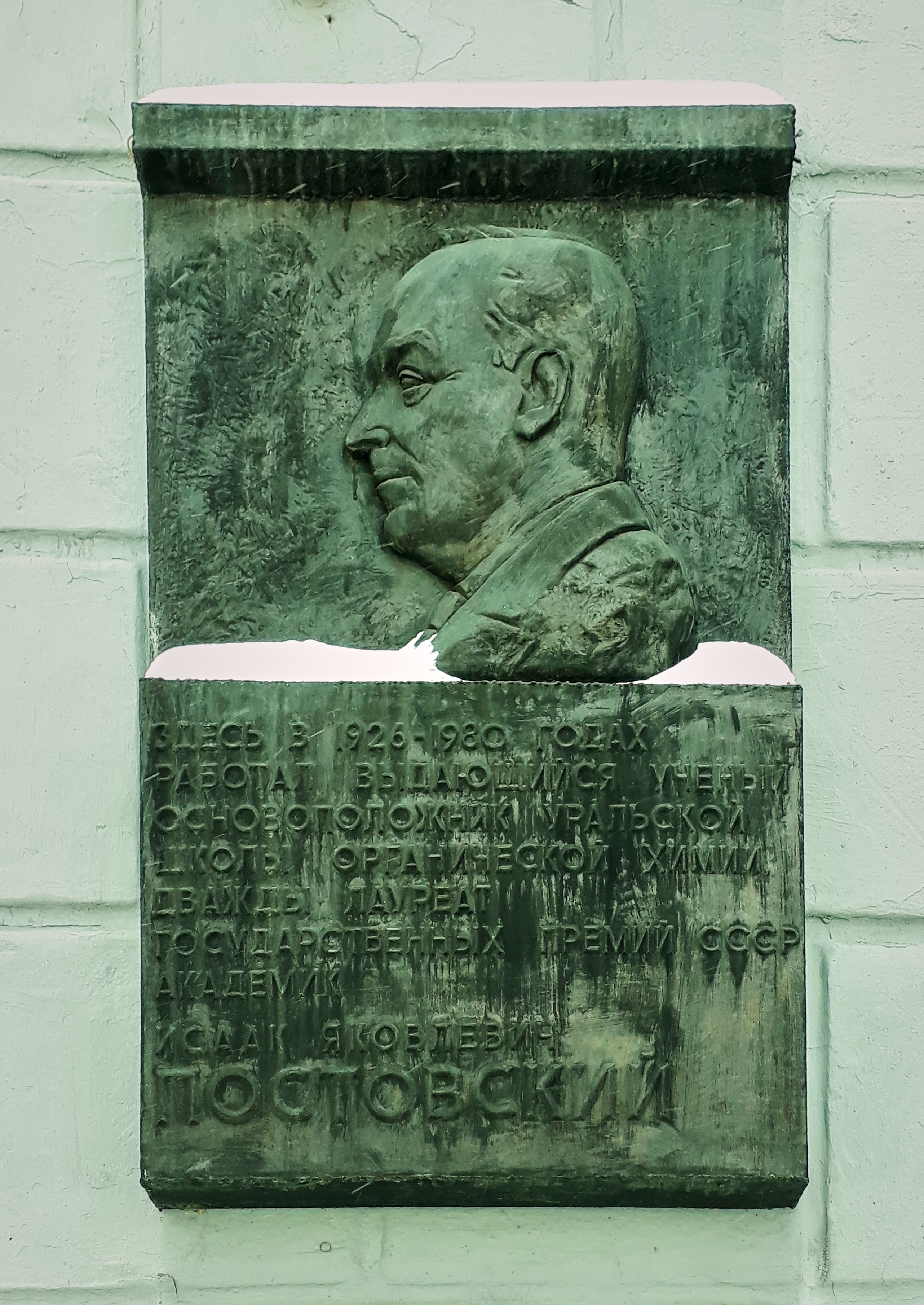
Памятная табличка И. Я. Постовскому